# Beli nosorog
Beli nosorog ali kvadratnoustni nosorog (znanstveno ime Ceratotherium simum) je največja obstoječa vrsta nosoroga. Ima široka usta, ki jih uporablja za pašo, in je najbolj družaben od vseh vrst nosorogov. Beli nosorog je sestavljen iz dveh podvrst: južnega belega nosoroga, ki šteje približno 16.803 prostoživečih živali in veliko redkejšega severnega belega nosoroga. Severna podvrsta ima zelo malo preostalih osebkov, saj sta bila leta 2018 potrjena le dva (dve samici: Fatu, stara 24 let, in Najin, stara 29 let, obe v ujetništvu v Ol Pejeti). Sudan, zadnji znani samec severnega belega nosoroga na svetu, je poginil v Keniji 19. marca 2018 v starosti 45 let.

## Poimenovanje
Priljubljena, a zelo diskreditirana teorija o izvoru imena beli nosorog je napačen prevod iz nizozemščine v angleščino. Angleška beseda beli naj bi nastala z napačnim prevodom nizozemske besede wijd, ki v angleščini pomeni 'širok'. Beseda 'široki' se nanaša na širino nosorogovih ust. Zato so zgodnji angleško govoreči naseljenci v Južni Afriki napačno razlagali wijd kot 'bel' in nosorog s širokimi usti se je na koncu imenoval beli nosorog, drugi z ozkimi koničastimi usti pa črni nosorog. Ironično je, da so nizozemski (in afrikanski) kasneje uporabili kalk angleške besede in ga zdaj tudi imenujejo beli nosorog. To kaže, da je izvor besede pred kodifikacijo s strani nizozemskih piscev. Pregled nizozemske in afrikanske literature o nosorogu ni prinesel nobenih dokazov, da bi se beseda wijd kdaj uporabljala za opis nosoroga zunaj ustne rabe.
Alternativno ime za belega nosoroga, ki je sicer natančnejše, a redko uporabljeno, je kvadratnoustni nosorog. Generično ime belega nosoroga, Ceratotherium, ki ga je leta 1868 dal zoolog John Edward Gray, izhaja iz grških izrazov keras (κέρας) 'rog' in thērion (θηρίον) 'zver'. Simum izhaja iz grškega izraza simos (σιμός), kar pomeni 'ploščat nos'.

## Taksonomija in evolucija
Današnji beli nosorog naj bi verjetno izviral iz vrste Ceratotherium praecox, ki je živel pred približno 7 milijoni let. Ostanke tega belega nosoroga so našli v Langebaanwegu blizu Cape Towna. Pregled fosilnih nosorogov v Afriki, ki ga je opravil Denis Geraads, pa nakazuje, da vrsta iz Langebaanwega spada v rod Ceratotherium, ne pa v rod Ceratotherium praecox, saj bi moral biti tipični primerek vrste Ceratotherium praecox pravzaprav Diceros praecox, saj kaže bližje sorodnosti s črnim nosorogom Diceros bicornis. Domneva se, da se je lobanja sodobnega belega nosoroga, ki je daljša od lobanje vrste Ceratotherium praecox, razvila, da bi olajšala uživanje krajših trav, kar je posledica dolgoročnega trenda bolj sušnih razmer v Afriki. Če pa je Ceratotherium praecox dejansko Diceros praecox, bi lahko krajša lobanja kazala na vrsto, ki se je prehranjevala z živimi živalmi. Zobje fosilov, pripisanih vrsti Ceratotherium, najdeni v Makapansgatu v Južni Afriki, so analizirali na izotope ogljika in raziskovalci so ugotovili, da so te živali v svoji prehrani zaužile več kot 30 % živih živali, kar kaže na to, da to niso fosili obstoječega Ceratotherium simum, ki se prehranjuje samo s travo. Domneva se, da bi moral biti pravi rod belega nosoroga: Ceratotherium neumayri → Ceratotherium mauritanicum → C. simum, pri čemer so nosorogi iz Langebaanwega Ceratotherium sp. (še neimenovani), črni nosorogi pa izvirajo iz C. neumayri preko Diceros praecox.
Nedavno je bil predlagan alternativni scenarij, po katerem najstarejši afriški ceratotherium velja za Ceratotherium efficax (zdaj sinonim za C. mauritanicum), znan iz poznega pliocena v Etiopiji in zgodnjega pleistocena v Tanzaniji. Predlaga se, da se je ta vrsta diverzificirala v srednjepleistocenske vrste C. mauritanicum v severni Afriki, C. germanoafricanum v vzhodni Afriki in obstoječi C. simum. Prvi dve sta izumrli; vendar je C. germanoafricanum zelo podoben C. simumu in je pogosto veljal za fosilno in predniško podvrsto slednjega. Študija dvomi tudi o predniku C. neumayri iz miocena južne Evrope do afriške vrste. Prednik črnega in belega nosoroga se je verjetno hranil z mešano hrano, pri čemer sta se obe liniji takrat specializirali za brskanje oziroma pašo. Najstarejši dokončen zapis o belem nosorogu je iz sredine zgodnjega pleistocena v soteski Olduvai v Tanzaniji, pred približno 1,8 milijona let.

### Južni beli nosorog
Leta 2021 je bilo v divjini ocenjenih 15.940 južnih belih nosorogov, kar jih uvršča med daleč najštevilčnejše podvrste nosorogov na svetu. Število južnih belih nosorogov presega vse druge podvrste nosorogov skupaj. Južna Afrika je trdnjava te podvrste, saj je bilo leta 2021 zabeleženih 12.968 osebkov. V Namibiji, Bocvani, Zimbabveju, Ugandi in Esvatiniju so manjše ponovno naseljene populacije, majhna populacija pa preživi v Mozambiku. Populacije so bile naseljene tudi zunaj nekdanjega območja razširjenosti vrste v Kenijo in Zambijo.

### Severni beli nosorog
Severni beli nosorog ali severni kvadratnoustni nosorog (Ceratotherium simum cottoni) velja za kritično ogroženega in morda izumrlega v divjini. Ta podvrsta, ki so jo prej našli v več državah vzhodne in osrednje Afrike južno od Sahare, se pase na travnikih in v savanskih gozdovih.
Sprva je šest severnih belih nosorogov živelo v živalskem vrtu Dvůr Králové na Češkem. Štirje od šestih nosorogov (ki so bili tudi edine reproduktivne živali te podvrste) so prepeljali v rezervat Ol Pejeta v Keniji, kjer so znanstveniki upali, da se bodo uspešno vzredili in rešili to podvrsto pred izumrtjem. Eden od dveh, ki so ostali na Češkem, je poginil konec maja 2011. Oba zadnja samca, sposobna naravnega parjenja, sta poginila leta 2014 (eden v Keniji 18. oktobra in eden v San Diegu 15. decembra). Leta 2015 je kenijska vlada zadnjega preostalega samca te podvrste v Ol Pejeti postavila pod 24-urno oboroženo stražo, da bi odvrnila krivolovce, vendar so ga 19. marca 2018 zaradi številnih zdravstvenih težav, ki jih je povzročila starost, usmrtili, tako da sta ostali živi le dve samici, ki prebivata v kompleksu Ol Pejeta. Osebje upa, da bo preostale samice osemenilo s semenom zadnjega samca, čeprav seme zaradi starosti nosoroga ni zaželeno.
V skladu s konceptom filogenetske vrste so nedavne raziskave pripeljale do hipoteze, da je severni beli nosorog drugačna vrsta in ne podvrsta belega nosoroga, kot se je prej mislilo, v tem primeru bi moralo biti pravilno znanstveno ime za prvega Ceratotherium cottoni. Različne morfološke in genetske razlike kažejo, da sta predlagani vrsti ločeni vsaj milijon let. Vendar pa rezultati raziskave niso bili splošno sprejeti s strani drugih znanstvenikov.

## Opis
Beli nosorog je največji od petih živečih vrst nosorogov. Po povprečni telesni masi beli nosorog zaostaja le za tremi obstoječimi vrstami slonov kot največja kopenska žival in kopenski sesalec, ki danes živi. V povprečju tehta več kot veliki povodni konj, kljub precejšnjemu prekrivanju mase med tema dvema vrstama. Ima masivno telo in veliko glavo, kratek vrat in široka prsa.
Dolžina glave in telesa je pri samcih 3,7–4 m, pri samicah pa 3,35–3,65 m, rep pa doda še 70 cm, višina ramen pa je pri samcu 170–186 cm, pri samici pa 160–177 cm. Samec, ki tehta v povprečju približno 2000–2300 kg, je težji od samice, saj tehta v povprečju približno 1600–1700 kg. Največja velikost, ki jo lahko doseže vrsta, ni dokončno znana; primerki do 3600 kg veljajo za zanesljive, medtem ko so bile večje velikosti do 4500 kg navedene, vendar niso bile potrjene.  Na gobcu ima dva rogovom podobna izrastka, enega za drugim. Ti so narejeni iz trdnega keratina, po čemer se razlikujejo od rogov bovidov (goveda in njihovih sorodnikov), ki so keratin s kostnim jedrom, in jelenovih rogov, ki so trdna kost. Povprečna teža roga je približno 4,0 kilograma.
Sprednji rog je večji in v povprečju meri 60 cm v dolžino, doseže pa celo 166 cm, vendar le pri samicah. Beli nosorog ima tudi opazno grbo na zadnji strani vratu. Vsaka od štirih kratkih nog ima tri prste. Barva telesa sega od rumenkasto rjave do skrilasto sive. Edina dlaka so ušesne resice in ščetine na repu. Beli nosorogi imajo značilna široka, ravna usta, ki jih uporabljajo za pašo. Njihova ušesa se lahko premikajo neodvisno, da zaznajo zvoke, vendar so najbolj odvisna od njihovega voha. Vohalni kanali, ki so odgovorni za vonjanje, so večji od celotnih njihovih možganov. Beli nosorog ima najširši nabor nosnic od vseh kopenskih živali.

## Vedenje in ekologija
Beli nosorogi so rastlinojede živali, ki se pasejo. Najdemo jih na travnikih in v savanah. Beli nosorog ima raje najkrajša zrna in je ena največjih čisto pašnih živali. Pije dvakrat na dan, če je na voljo voda, če pa so razmere suhe, lahko živi štiri ali pet dni brez vode. Približno polovico dneva preživi s hrano, tretjino s počitkom, preostanek dneva pa počne različne druge stvari. Kot vse vrste nosorogov se tudi beli nosorogi radi valjajo v blatnih luknjah, da se ohladijo. Domneva se, da je beli nosorog spremenil strukturo in ekologijo savanskih travnikov. Za primerjavo, na podlagi študij afriškega slona znanstveniki menijo, da je beli nosorog gonilna sila v njegovem ekosistemu. Uničenje mega rastlinojede živali bi lahko imelo resne kaskadne učinke na ekosistem in škodovalo drugim živalim.
Beli nosorogi proizvajajo zvoke, ki vključujejo sopihajoč kontaktni klic, godrnjanje in smrkanje med dvorjenjem, cviljenje stiske in globoko mečanje ali renčanje, ko so ogroženi. Grožnje (večinoma pri samcih) kažejo na brisanje roga ob tla in nizko držo glave z ušesi nazaj, skupaj z renčanjem in kričanjem, če so napadeni. Vokalizacije obeh vrst se med seboj razlikujejo, prav tako se lahko razlikujejo sopihajoči kontaktni klici med posameznimi belimi nosorogi v vsaki vrsti. Razlike v teh klicih pomagajo belim nosorogom pri medsebojnem prepoznavanju in komunikaciji na dolge razdalje. Beli nosorog je hiter in okreten ter lahko teče s hitrostjo 50 km/h.
Beli nosorogi živijo v skupinah ali čredah do 14 živali (običajno večinoma samic). Pododrasli samci se zbirajo, pogosto v družbi odrasle samice. Večina odraslih samcev je samotarskih. Dominantni samci označujejo svoje ozemlje z iztrebki in urinom. Iztrebke odlagajo v dobro opredeljene kupe. Lahko imajo od 20 do 30 takih kupov, da opozorijo mimoidoče bele nosoroge, da je to njihovo ozemlje. Drug način označevanja ozemlja je, da si rogove obrišejo ob grmovje ali tla in jih pred škropljenjem z urinom postrgajo z nogami. To storijo približno desetkrat na uro med patruljiranjem po ozemlju. Pogosto se uporablja enak ritual kot označevanje z urinom, le brez škropljenja. Teritorialni samec bo strgal oznake vsakih 30 m okoli meje svojega ozemlja. Podrejeni samci ne označujejo ozemlja. Najresnejši boji izbruhnejo zaradi pravic parjenja. Ozemlje samic se močno prekriva in ga ne branijo.

### Reprodukcija
Samice dosežejo spolno zrelost pri 6–7 letih, samci pa med 10. in 12. letom starosti. Dvorjenje je pogosto težka zadeva. Samec ostane dlje, kot se samica obnaša agresivno, in se oglasi, ko se ji približa. Samec lovi in/ali blokira pot samici, medtem ko glasno cvili ali joka, če samica poskuša zapustiti njegovo ozemlje. Ko je pripravljena na parjenje, samica med polurno kopulacijo zvije rep in se postavi v togo držo. Pari, ki se parijo, ostanejo skupaj od 5 do 20 dni, preden se razidejo. Brejost belega nosoroga je 16 mesecev. Rodi se en sam mladič, ki običajno tehta 40–65 kg. Mladiči so prva dva do tri dni življenja nestabilni. Ko je ogrožen, mladič steče pred materjo, ki je zelo zaščitniška do svojega mladiča in se zanj odločno bori. Odstavitev se začne pri dveh mesecih, vendar lahko mladič sesa več kot 12 mesecev. Obdobje med rojstvom belega nosoroga je med dvema in tremi leti. Pred rojstvom mati odžene svojega trenutnega mladiča. Beli nosorogi lahko živijo do 40–50 let.
Zaradi svoje velikosti odrasli beli nosorogi nimajo naravnih plenilcev (razen ljudi). Celo mladi nosorogi so redko napadeni ali plenjeni zaradi materine prisotnosti in svoje trde kože. En izjemen, uspešen napad je levji trop izvedel na bolnega samca belega nosoroga, ki je tehtal 1540 kg in se je zgodil v rezervatu Mala Mala v Južni Afriki.

## Razširjenost
Južni beli nosorog živi v južni Afriki. Približno 98,5 % belih nosorogov živi v samo petih državah (Južna Afrika, Namibija, Zimbabve, Kenija in Uganda). Južna podvrsta, ki je bila v začetku 20. stoletja skoraj na robu izumrtja, se je izjemno vrnila. Leta 2001 je bilo ocenjeno, da je v divjini 11.670 belih nosorogov, v ujetništvu pa jih je po vsem svetu še 777, zaradi česar je najpogostejši nosorog na svetu. Do konca leta 2007 se je število divjih južnih belih nosorogov povečalo na približno 17.480 živali (IUCN 2008).
Severni beli nosorog (Ceratotherium simum cottoni) se je prej razširil po delih severozahodne Ugande, južnega Čada, jugozahodnega Sudana, vzhodnega dela Srednjeafriške republike in severovzhodne Demokratične republike Kongo (DRK). Zadnja preživela populacija divjih severnih belih nosorogov je ali je bila v narodnem parku Garamba v Demokratični republiki Kongo (DRK), vendar so avgusta 2005 zemeljske in zračne raziskave, izvedene pod vodstvom fundacije African Parks Foundation in skupine afriških specialistov za nosoroge (ARSG), odkrile le štiri živali: enega odraslega samca in skupino enega odraslega samca in dveh odraslih samic. Junija 2008 so poročali, da je vrsta v divjini morda izumrla.
Tako kot črni nosorog je tudi beli nosorog ogrožen zaradi izgube habitata in krivolova, nazadnje zaradi Janjaweeda. Čeprav ni merljivih koristi za zdravje, je rog iskan za tradicionalno medicino in nakit.

## V ujetništvu
Večina belih nosorogov v živalskih vrtovih so južni beli nosorogi; leta 2021 je bilo ocenjeno, da je bilo po vsem svetu v ujetništvu več kot 1000 južnih belih nosorogov. Južni beli nosorogi, ujeti v divjini, se bodo v ujetništvu zlahka razmnoževali, če bodo imeli na voljo ustrezno količino prostora in hrane ter prisotnost drugih samic nosorogov v paritveni dobi. Vendar pa je zaradi razlogov, ki trenutno niso razumljeni, stopnja razmnoževanja med samicami južnih belih nosorogov, rojenimi v ujetništvu, izjemno nizka.
V safari parku v živalskem vrtu San Diego v San Diegu v Kaliforniji v Združenih državah Amerike sta bila dva severna bela nosoroga, od katerih je bil eden ujet v divjini. 22. novembra 2015 je bila 41-letna samica po imenu Nola (rojena leta 1974), ki je bila od leta 1989 posojena iz živalskega vrta Dvůr Králové v Dvoru Králové na Češkem, evtanazirana zaradi poslabšanja zdravstvenega stanja. 14. decembra 2014 je v živalskem vrtu v San Diegu zaradi starosti umrl 44-letni samec po imenu Angalifu. Ostale štiri severne bele nosoroge v ujetništvu so posodili rezervatu Ol Pejeta v Keniji, od koder sta ostala živa le dva. Samici Najin in Fatu še živita, samca Suni in Sudan pa sta poginila leta 2014 oziroma 2018. Severne bele nosoroge so leta 2009 premestili iz živalskega vrta Dvůr Králové v rezervat Ol Pejeta, da bi zaščitili taksone v njihovem naravnem okolju. Edina dva preostala severna bela nosoroga sta v Keniji pod 24-urno oboroženo stražo.